# Inner Wheel
Inner Wheel är ett av världens största kvinnliga nätverk som grundades som en parallellorganisation till Rotary 1924.
Den första Inner Wheel-klubben bildades 1924 i Manchester, England, och den första svenska klubben tillkom 1949 i Filipstad. Idag är organisationen öppen för alla kvinnor som delar värdegrunden: Vänskap, Hjälpsamhet och Internationell förståelse. Inner Wheel har 120 000 medlemmar i mer än 100 länder. I Sverige finns cirka 3 000 medlemmar i ett 80-tal klubbar. 
Inner Wheel är ingen hjälporganisation men en hjälpande organisation; politiskt, religiöst och organisatoriskt självständig. I Sverige bedriver Inner Wheel flera gemensamma projekt t. ex. Narkotikabekämpning i samverkan med Tullverket. Tillsammans med Rotary Doctors Sweden finansierar Inner Wheel sjuk- och hälsovårdsprojekt i nordöstra Kenya. Projekten handlar bl.a. om kvinnors rätt till egen hälsa, familjeplanering, förbättrad hygien och sanitet samt tillgång till rent vatten. Inner Wheel stödjer även aktivt Garissa-stiftelsens verksamhet i Kenya. Projektet hjälper och skyddar utsatta flickor från könsstympning och ger dem ett hem och en skolutbildning i en trygg miljö.  